# Alain Péters
Pour les articles homonymes, voir Peters.
Alain Péters, né le 10 mars 1952 à Saint-Denis (La Réunion) et mort le 12 juillet 1995, est un poète et musicien de La Réunion.

## Biographie
Alain Péters a été très tôt initié à la musique par son père, chauffeur de taxi, mais batteur et joueur de flûte à ses heures pour l'orchestre de cuivres de Chane Kane. C'est dans l'orchestre de Jules Arlanda qu'il fait ses premières armes en choisissant comme instrument de prédilection la guitare. Alain, qui n'a alors que 13 ans, entame la longue tournée des bals de l'île et ses études à l'école des frères Saint-Michel s'en ressentent. Il abandonne définitivement celles-ci en seconde, faisant le choix de la vie d'artiste.
Au milieu des années soixante, la vague pop rock déferle sur La Réunion et c'est toute une génération qui vibre au rythme de cette nouvelle mode. Le séga et la variété sont alors délaissés par les jeunes musiciens qui préfèrent pousser leurs amplis à fond et cracher des riffs infernaux copiés sur les disques vinyles, expédiés depuis l'Angleterre par le cousin d'Alain. Il est aux premières lignes, accompagné des frères Gilbert et Dédé Lebon ainsi que Gérard Legros (Mascotte) au sein des Lords, puis de Pop-Décadence avec Bernard Brancard, André Massena, William Justine et Mascotte. Il quittera le groupe en 1975 avec Bernard Brancard, quand René Lacaille les recrute pour fonder le groupe Caméléons. Entre-temps il s'est aussi plongé dans le rock progressif avec Satisfaction qui n'aura qu'une courte existence. En effet, à la fin des années 1970, le disco fait désormais fureur dans l'île, reléguant les orchestres aux oubliettes.
Dans ce contexte, il laisse de côté les rythmes anglo-saxons pour explorer des chemins encore bien peu fréquentés à l'époque, ceux qui mènent à la redécouverte d'un patrimoine musical longtemps laissé en friche : le maloya sort peu à peu de l'ombre dans laquelle il fut longtemps plongé. C'est par l'intermédiaire d'Alain Gili, de Pierrot Vidot et de Claude Telié que le poète découvre en 1976 l'étrange équipe qui œuvre dans le Studio Royal, au sous-sol du Cinéma Royal à Saint-Joseph. C'est là, avec Les Caméléons, qu'il fait ses premiers enregistrements avec le soutien du producteur André Chan-Kam-Shu, propriétaire des lieux. Nourris des Beatles, ils mélangent Hendrix avec les rythmes du séga et du maloya. Parmi ceux-ci figurent Bernard Brancard, Hervé Imare, René Lacaille et Joël Gonthier. Venu de métropole, Loy Ehrlich vient se joindre à la bande, et ils jouent un bœuf psychédélique permanent. Mais dans ce sous-sol mué en étrange creuset viennent aussi enregistrer les célèbres ségatiers de la famille Lacaille. Le groupe Caméléon signe l'orchestration du 33 tours de la chanteuse Michou. Le groupe produit un 45 tours comportant une chanson d'Alain, « La Rosée si feuille songe », et une composition de Loy Ehrlich, « Na voir demain », mais pour des raisons financières, l'expérience du Royal tourne court.
À cette époque, Alain Péters fait une rencontre importante pour lui : celle de Jean Albany,. Jean Albany écrit aussi bien en français qu'en créole ; il est d'ailleurs l'inventeur du concept de « créolie ». Avec le soutien de l'ADER et d'Alain Gili naît le projet de la cassette Chante Albany, dont la direction musicale sera confiée à Alain. Il compose également les musiques de deux textes de Jean Albany : « L'tonton Alfred » et « Bébett coco », sortis en 1979 sur un 45 tours.
Grand poète et mélodiste réunionnais qui a influencé toute une génération actuelle de musiciens de l'île de La Réunion, Alain Péters a aussi été le membre du groupe Carrousel de 1979 au début des années 1980. Cette même année, Alain perd son père et va s'engouffrer dans un alcoolisme dévastateur. Quelque temps après, son épouse Patricia le quitte pour s'installer en métropole, prenant avec elle leur unique fille Ananda Dévi.
Les quinze années d'errance et d'alcoolisme qui suivent figurent pourtant parmi les plus créatives de sa vie. En 1981, dans sa maison de Villèle, Jean-Marie Pirot, enseignant passionné de musique, propose à Alain Péters de l'enregistrer à l'aide d'un magnétophone 4 pistes. Certaines chansons seront éditées en 1984 sur la cassette Mangé pou le cœur et retravaillées en 1998 par Loy Ehrlich pour le CD Parabolèr. En 1984, avec l'aide de son producteur Alain Gili et d'Alain Séraphine, il enregistre au sein de l'association Village Titan le 45 tours « Panier su la tête ni chanté », avec en face B « Romance pou un zézère ». Il y enregistre également l'album Mangé pou le cœur, qui sera diffusé à l'époque sur cassette et accompagné d'un livre de poèmes du même nom ; on y retrouve des titres comme « La complainte de Satan », « Mon pois l'est au feu » et « Ti pas, ti pas, n'a'rriver ».
Mais l'alcoolisme d'Alain s'aggrave, on le retrouve errant dans les rues ivre et de plus en plus déconnecté de la réalité. Il est d'ailleurs, à cette époque, embarqué par les services sociaux et fait de nombreux séjours à l'asile de Saint-Paul. En 1985, l'association l'aide à aller en cure de désintoxication dans un centre spécialisé de Toulon, accompagné d'un ami, le docteur Marc Dorémieux. Mais après quelque temps, l'association perd de ses nouvelles, Alain s'est enfui. Marc Polot, dit « Marco », est envoyé par l'association pour retrouver Alain et son intuition le conduit dès son arrivée à aller à Marseille plutôt qu'à Toulon, car la fille et l'ex-compagne d'Alain y vivent. Le soir même, Marco le retrouve dans les abords du Vieux-Port avec les nombreuses personnes sans domicile de la cité phocéenne. Marco l'emmène alors à Paris chez Daniel Sauvaget, critique de cinéma et ami d'Alain Séraphine. Celui-ci les héberge et aide Alain à oublier quelque temps la boisson. Puis Alain est hébergé plusieurs mois dans l'appartement parisien de la réalisatrice réunionnaise Madeleine Beauséjour. C'est aussi à ce moment que les chansons « Rest' là maloya » et « Dan' Vavangues » sont enregistrées à Montreuil dans le studio de Loy Ehrlich, que Marco Polot a remis en contact avec Alain après un froid commencé en 1980. La chanson « Rest' là maloya » rend hommage à ce périple et ce soutien que Marco lui aura donné dans cette période sombre de sa vie.
En 1994 Marco organise le grand retour d'Alain sur la scène musicale réunionnaise au travers de deux concerts mémorables au Palaxa et au théâtre de Saint-Gilles. Le 12 juillet 1995, frappé par une crise cardiaque dans une rue de Saint-Paul, Alain Péters décède à l'âge de 43 ans. Il repose au cimetière de l'Est de Saint-Denis.

## Ouvrages
- Mangé pou le cœur : poèmes et chansons créoles, Le Port, ADER et Village Titan, 1984.

## Discographie
- La Rosée si feuilles songes - Na voir demain, avec le groupe Caméléon, Royal, 1977 (45 tours).
- Chante Albany, textes de Jean Albany dits par l'auteur ou mis en musique par Pierrot Vidot, Jean-Michel Salmacis, Hervé Imare et Alain Péters, ADER en association avec Piros[18], 1977-1978 (Album).
- L'tonton Alfred et Bébett coco, textes de Jean Albany, ADER en association avec les Disques Issa[19] 1979 (45 tours).
- Mangé pou le cœur, ADER en association avec Village Titan, 1984[20] (Album).
- Panier su la tete mi chanté et Romance pou un zézère, ADER en association avec Village Titan, 1984[21] (45 tours).
- Tappadanmontet la poliss - avec Patrick Persée - titre enregistré en 1992 au Studio du Verseau à Saint-Leu qui figure sur la réédition CD de l'album Ti galet : tribute to Alain Péters.
- Parabolér, Takamba, 1998, (album CD posthume).
- Vavanguèr, Takamba, 2008. Les mêmes titres que Parabolér avec une nouvelle remastérisation et deux inédits en CD (Romance pou in zézère et La Rosée sur feuille songe) plus un DVD de 90 minutes comprenant des extraits de concerts, un documentaire et une interview (album CD posthume).
- Rest' la maloya, Moi j'connais Records, 2016, (album 33T posthume)[22].

## Succès posthume
- Le CD posthume Parabolér, publié en 1998, est la meilleure vente du label Takamba et fait connaître l'œuvre d'Alain Péters à un public de plus en plus large. Des chanteurs comme Raphaël et Kent[23] connaissent et apprécient ses chansons. En juin 2007, Parabolér est élu meilleur album francophone par le magazine musical Chorus.
- Le festival Sakifo crée en août 2007 le prix Alain Péters qui récompense un talent en devenir. Le trophée, sculpté en basalte par Eric Pongérard, représente une takamba, l'instrument fétiche d'Alain Péters. Pour la 1re édition, le jury était présidé par Gilbert Pounia, leader du groupe Ziskakan et le prix a été remporté par Lo Griyo, trio composé par Sami Pageaux-Waro, Yann Costa (également membre de Zong) et Luc Joly.

Les Gagnants :
- 2012 : Grèn Sémé (Maloya)
- 2011 : Tyeri Abmon (Maloya)
- 2010 : Zorro Chang (Reggae-Dancehall)
- 2009 : Alex (Rap / Maloya)
- 2008 : le Groove Lélé (Maloya)
- 2007 : Lo Griyo (Maloya)

- Le festival Sakifo organise un concert autour de l'œuvre d'Alain Péters, réinterprété par Danyèl Waro, Tikok Vellaye, René Lacaille, Loy Ehrlich, Bernard Brancard et Joël Gonthier.
- 11 février 2011 : inauguration à Saint-Denis de la Bibliothèque Alain Péters dans le quartier Le Moufia.

### Reprises
- Anthologie Bourbon cuivre, 2003. (Caloubadia par la fanfare Byin Mayé).
- Anthologie Un Siècle de musique réunionnaise, Association Lacaze, 2004. (Panier sur la tête par Bernard Joron ; Rosée su feuille songe par René Lacaille).
- Anthologie World & Pluriel no 16 : île de la Réunion, PRMA, 2007. (Plime la misère (mix) par DJ Big Bouddha).
- Willy Aquime, Rest'la Péters. (album entier de reprises).
- Čankišou, Lé la, 2008. (Caloubadia ; Mangé Pou Le Cœur).
- Duo Célimène, Guitare séga opus 2 : Sax séga, 2007. (Panier su la tête, ni chanté ; Rest' là maloya ; Mangé pou le cœur).
- Loy Ehrlich, Les Îles du désert, Tangram, 1993. (La Valse des anges = Maya).
- Free Jam, Free Jam, Hémisphère Sud, 2004. (Caloubadia).
- Désiré François (du groupe Cassiya), Rekonesans. (Res La Maloya).
- Iza, Cilaos, JMF, 2008. (Complainte de Satan).
- Olivier Ker Ourio, Oversea, Dreyfus Jazz, 2007. (Panier su la tête, ni chanté instrumental ; Mangé pou le cœur chanté par Danyèl Waro.)
- René Lacaille, Aster, Discorama, 1996. (La Rosée si feuilles songes).
- René Lacaille, Mapou, World Music Network, 2004. (La Rosée si feuilles songes).
- René Lacaille, Poksina, Daqui, 2011. (Rest'la maloya).
- Henry Legras. (Mangé pou le cœur ; Moin té crois pi ; Complainte pour mon défunt papa).
- Mart'nália, Menino do Rio, Quitanda, 2006. (Essa mania = Rest'la maloya).
- Mart'nália, Em Berlim ao vivo, Quitanda, 2006. (Essa mania = Rest'la maloya).
- Malavoi, Marronnage, Déclic, 1998. (Panié Si Mon Têt).
- Patrick Persée, Ti galet : tribute to Alain Peters, Olive, 1990. Réédition CD en 2002. (Caloubadia).
- Emmanuelle Péters, Fleur d´sel, 2010. (Rest' là maloya).
- Pil Kat, Kat pat kok, Oasis, 2003. (Mangé pou le cœur).
- Willy Ramboatinarisoa. (Manze poo le ker).
- Tue-Loup, Penya, Le Village Vert, 2002. (Rest'la maloya).
- Silvain Vanot, Il fait soleil, Labels, 2002. (Rame le canot = Ti pas, ti pas n'arriver).
- Vwadhéva, Ségas, maloyas et romances de La Réunion, 2007. (Rest' là maloya, Mangé pou le cœur).
- Danyèl Waro, Tikok Vellaye, René Lacaille, Loy Ehrlich, Joël Gonthier, Bernard Marka, Yanis Lacaille, Rest'la maloya : hommage à Alain Péters, Cobalt, 2003. (Enregistrements en public le 23 décembre 2000 au Théâtre Gérard Philipe de Saint-Denis (Seine-Saint-Denis) et le 13 octobre 2001 au K à Saint-Leu (Île de la Réunion).
- Tukatukas, Chaleur tropicale, Mass Prod, 2012. (Moin té crois pi).
- Bernard Lavilliers, Baron samedi, Disques Barclay, 2013. (Rest' Là Maloya).
- Piers Faccini, Songs of time lost, 2014. (Mangé pou le cœur)
- Sages comme des sauvages, Largue la peau, 2015. (Wayo Manman, Rest' la maloya)
- Wati Watia Zorey Band, Zanz In Lanfer, 2016.

### Hommages
- 2000 : Renésens, Emsav Pa la ek sa, Oasis 2000, (Komplint pour Alain)
- 2001 : Françoise Guimbert, Paniandy, Oasis, (Si un jour)
- 2008 : Patricia Philippe, Poétik maloya, Discorama, (Lenchantèr)
- 2009 : Lo Griyo, Yé mama, autoproduction, (Défin)
- 2010 : Emmanuelle Péters, Fleur d'sel, autoproduction, (Alain)
- 2010 : Danyèl Waro, Aou amwin, Cobalt, (Alin)
- 2016 : Wati Watia Zorey Band, Zanz In Lanfer,

### Documentaires
- Du créole écrit au créole chanté : Alain Péters, de Michel Minaud, 2001 (26 min)